# Kratica
Kratice su u pismu kraćene nepotpuno ispisane riječi. 
Upotrebljavaju se od najstarijih vremena (radi uštede pisaćeg materijala, napora pri urezivanju riječi u kamen ili kovinu, radi bržeg pisanja i sl.). Najčešće se krate: nazivi za mjere i novac, osobna imena, počasni naslovi, oznake zanimanja, riječi koje se često ponavljaju; u starim crkvenim tekstovima obično se krate tzv. sveta imena. 
Kratica se obično tvori: 
- a) suspenzijom ili prekidanjem (od riječi se piše samo prvo slovo ili nekoliko početnih slova), npr. m = metar, t = tona, prof. = profesor
- b) kontrakcijom ili sažimanjem (od riječi se piše početak i kraj, a katkad i koje slovo iz sredine), npr. dr. = doktor, ca = circa, Zgb = Zagreb
- c) slaganjem početnih slova ili slogova od više riječi u novu riječ, npr. HAZU = Hrvatska akademija znanosti i umjetnosti, NAMA = Narodni magazin (takve se kratice nazivaju pokrate ili akronimi).

Posebnu kategoriju tvore kratice za koje se upotrebljavaju naročiti znakovi (npr. $ = dolar, & = i, nastalo od latinskog et). U današnjim znanstvenim djelima redovito se u samoj knjizi donosi popis upotrijebljenih kratica. (Opća enciklopedija)
U kraticama se ponekad koristi tzv. "devin oblik", eng. camel case.

## Poveznice
- Pokrata
- Dodatak:Rječnik kratica